# Иодид ванадия(III)
Иодид ванадия(III) — неорганическое соединение, соль металла ванадия и иодистоводородной кислоты с формулой VI3, тёмно-зелёные или тёмно-коричневые кристаллы, растворимые в воде, образует кристаллогидрат.

## Получение
- Взаимодействие ванадия и иода в вакууме:

{\displaystyle {\mathsf {2V+3I_{2}\ {\xrightarrow {150-280^{o}C}}\ 2VI_{3}}}}

## Физические свойства
Иодид ванадия(III) образует тёмно-зелёные или тёмно-коричневые гигроскопичные кристаллы.
В воде растворяется с гидролизом, растворяется в этаноле, не растворяется в бензоле, тетрахлорметане, сероуглероде.
Образует кристаллогидрат состава VI3•6H2O, который имеет строение [V(H2O)6]I3.

## Химические свойства
- Разлагается при нагревании в инертной атмосфере:

{\displaystyle {\mathsf {2VI_{3}\ {\xrightarrow {280^{o}C}}\ 2VI_{2}+I_{2}}}}